# 达马索·贝伦格尔
达马索·贝伦格尔-福斯特（Dámaso Berenguer y Fusté，1873年8月4日—1953年5月19日），第一代绍恩伯爵。西班牙将军，独裁者。西班牙第二共和国成立前曾任首相。

## 早年生活
1873年8月4日出生于古巴雷梅迪奥斯（San Juan de los Remedios），幼年在古巴生活。中学毕业后进入西班牙的军事学院学习，1889年进入西班牙陆军服役。1893年晋升骑兵少尉军衔。1894年返回古巴，参与镇压古巴独立的战争，1895年7月因战功晋升中尉。1896年2月晋升上尉，1898年8月晋升少校。1899年2月与安娜·埃利扎德结婚。此后在安达卢西亚的部队中服役。1906年，他在骑兵学校担任教官，并参与了战术指导条例的起草。

## 摩洛哥服役
1909年6月晋升中校，随后参与第二次梅利利亚战役。1911年被任命为梅利利亚的土著军队指挥官，指挥了多次与摩洛哥里夫人的冲突，并击毙了里夫人的领袖穆罕默德·阿梅齐安。因此在1912年2月晋升上校。
1913年晋升准将。1916年2月任马拉加地区部队总司令。1918年2月晋升陆军少将，7月担任战争副大臣。1918年11月至1919年1月，在曼努埃尔·加西亚·普列托和罗曼诺内斯伯爵内阁的陆军大臣。1919年2月任驻摩洛哥高级专员，试图维护西班牙在西属摩洛哥的统治。他在1920年初取得了战场上的成功，10月占领了舍夫沙万，并成为西班牙参议员终身议员。1929年被阿方索十三世国王封为绍恩伯爵。
然而，贝伦格尔指挥的部队在1921年爆发的里夫战争中惨败。1923年9月，米格尔·普里莫·德里维拉将军发动军事政变，贝伦格尔被起诉并撤职，但不久后被特赦。1924年任国王御前总武官。1925年晋升中将军衔。

## 君主制末期
1930年，米格尔·普里莫·德里维拉的独裁统治垮台。阿方索十三世任命贝伦格尔为首相，希望他作好恢复宪政的准备。贝伦格尔释放了一些曾经被捕的政治犯，恢复政党活动，承诺举行大选。政治气氛的缓解使人们多年以来压抑的政治情绪集中爆发。劳工组织和共和主义者发动许多次抗议活动，社会秩序愈发混乱。1930年10月，共和主义者签署了《圣塞巴斯蒂安条约》，呼吁推翻君主制建立共和国。12月，共和主义者在哈卡发动起义，但最终被镇压。
在混乱的社会背景下，贝伦格尔呼吁在1931年3月举行大选。贝伦格尔与共和派、社会主义派、加泰罗尼亚地方势力以及君主制支持者进行协商，都没有成功，各方势力拒绝参加大选。1931年2月14日贝伦格尔辞职，但仍在阿斯纳尔-卡瓦尼亚斯内阁中任国防大臣。新内阁制定了恢复宪政的路线图：市政选举将于4月12日举行，5月3日举行省级选举，全国大选将于6月举行。制宪法院将起草新宪法取代《1876年宪法》。但在1931年4月市政选举结束后，共和主义者取得了全面胜利，阿方索国王离开西班牙，西班牙第二共和国建立。

## 入狱及去世
贝伦格尔随后被共和国关入监狱，1932年被起诉。但在1934年被特赦，随后退休。1946年出版了一本回忆录。1953年在马德里去世，享年79岁。